# همه می‌میرند (فیلم)
همه می‌میرند (انگلیسی: All Men Are Mortal) یک فیلم است که در سال ۱۹۹۵ منتشر شد. از بازیگران آن می‌توان به ایرن ژاکوب، استیون ری، و ماریانه زگبرشت اشاره کرد.